# A Última Ceia (Perugino)
A Última Ceia (1493-1496) é um afresco do pintor renascentista italiano Pietro Perugino, localizado no refeitório, hoje museu, do antigo Convento de Fuligno localizado na Via Faenza #42 em Florença, região da Toscana, Itália. O afresco retrata Jesus e os Apóstolos durante a Última Ceia, com Judas Iscariotes sentado separadamente no lado próximo da mesa, como é comum em representações da Última Ceia na arte cristã. É considerado um dos melhores trabalhos de Perugino.